# 팔룡터널
팔룡터널(八龍터널)은 경상남도 창원시 마산회원구 양덕동과 의창구 팔용동을 잇는 터널이다. 사업비로 총 1,687억원이 투입되었으며 창원시가 221억원, 경상남도가 72억원, 나머지 1,394억원은 (주)팔룡터널이 각각 부담하였다. 2018년 10월 25일에 개통될 예정이었지만 팔용터널 마산 지역 입구인 양덕광장 교차로가 5차선으로 교통량이 많아 주민 민원 해소 및 교통신호 체계 변경을 위한 작업으로 인해 10월 28일로 미루어져 개통되었다.

## 연혁
- 2013년 3월 7일: 팔용터널 민간투자사업 실시계획 승인[1]
- 2014년 2월 25일: 공사착공[2]
- 2018년 10월 25일: 터널 개통[3]
- 2018년 10월 28일: 터널 개통일을 28일로 연기[4]
- 2018년 11월 1일: 통행료 수납 개시
- 2018년 11월 5일: 양덕 교차로 ~ 팔룡 요금소 2.9km 구간을 자동차 전용도로로 지정[5]

## 통행료
2018년 11월 1일 기준이다. 통행료는 2047년 10월 31일까지 29년간 받을 계획이다.
| 구분 | 통행료  | 해당 차량                                         |
| ---- | ------- | ------------------------------------------------- |
| 경차 | 500원   | - 배기량 1,000cc미만의 자동차                     |
| 소형 | 900원   | - 승용차 - 16인승 미만 승합차 - 2.5톤 미만 화물차 |
| 중형 | 1,400원 | - 16인승 이상 승합차 - 2.5 ∼10 톤 미만 화물차     |
| 대형 | 1,800원 | - 10톤 이상 화물차                                |

## 자동차 전용도로
팔룡터널 구간은 자동차 전용도로로 지정되어 있어 자전거나 보행자는 통행할 수 없다. 이륜자동차 (모터사이클 혹은 오토바이)는 긴급자동차 (싸이카 및 소방용 모터사이클 등)에 한해 통행이 가능하며, 그 밖의 이륜자동차는 통행할 수 없다. 이에 대한 대체도로는 3·15대로, 팔룡로, 봉암로 등이 있다.

## 논란
8개 건설사가 1천 394억원을 들여 수익형 민자사업(BTO·Build-Transfer-Operate)으로 팔룡터널을 뚫었다. 민자사업이어서 통과 때 통행료를 내야 한다. 다만, 교통량이 예상에 미치지 못해 수익이 나지 않더라도 적자분을 지자체가 부담하는 최소운영수입보장(MRG)은 없다.
개통 당시 팔룡터널㈜은 하루 평균 3만여 대가 이용할 것으로 예측했다. 그러나 실제 2020년 하루 평균 통행량은 1만 2천대 수준에 불과하다. 그 여파로 매년 수백억 적자에 허덕이고 있으며, 3~4년안에 운용사 (주)팔룡터널이 부도날 것으로 예상되고 있다. 그러자 창원시가 내주부터 파산 위기에 몰린 팔룡터널 민간사업자와 비용 보전 협상에 들어갔다. 그러나 세금 투입이 불가피해서 세금 낭비를 피할 수 없게 되었다.